# Костюк Сергій Анатолійович
Сергі́й Анатолі́йович Костю́к (нар. 30 листопада 1978, Одеса) — казахський та український футболіст, півзахисник одеського клубу «Реал Фарма».

### Кар'єра
Кар'єру Сергій Анатолійович почав у другій лізі чемпіонату України в одеському клубі СК «Одеса», потім перейшов до «Чорноморця». Незабаром перейшов у ФК «Полтава» з Вищої Ліги України. Взимку 2003 року Сергій уклав контракт з казахським «Атирау», за який він грав до кінця 2006 року.
Після сезону 2006 року Костюк перейшов «Шахтар» з Караганди. У 2008 році перейшов в Оскеменський «Восток». Але незабаром повернувся до «Шахтаря».
У 2010 році перейшов до «Жетису». Відігравши там один сезон переїхав до Костанай, де два сезони захищав кольори місцевого клубу — «Тобол» з міста Костанай. З 2013 року грає в Оскеменському складі місцевого «Востоку».